# Secusio deilemerana
Secusio deilemerana là một loài bướm đêm thuộc phân họ Arctiinae, họ Erebidae.